# Uruguai nos Jogos Olímpicos de Verão de 1964
O Uruguai competiu nos Jogos Olímpicos de Verão de 1964 em Tóquio, Japão.

## Medalhistas

### Bronze
- Washington Rodriguez — Boxe, Peso Galo (54 kg)

## Resultados por Evento

### Basquetebol
- Jorge Maya Dodera
- Manuel Gadea
- Luis García
- Luis Koster
- Ramiro de León
- Walter Márquez
- Edison Ciavattone
- Washington Poyet
- Sergio Pisano
- Alvaro Roca
- Waldemar Rial
- Julio Gómez

### Boxe
- Washington Rodríguez

### Ciclismo
Men's Individual Road Race
- Ricardo Vázquez — 4:39:51.77 (→ 44th place)
- Francisco Pérez — 4:39:51.78 (→ 47th place)
- Vid Cencic — 4:39:51.79 (→ 62nd place)
- Wilde Baridón — 4:39:51.79 (→ 81st place)
- Elio Juárez
- Francisco Pérez
- Oscar Almada
- Ruben Etchebarne
- Juan José Timón

### Remo
- Mariano Caulín
- Gustavo Pérez